# Bendjé
Bendjé es un departamento de la provincia de Ogooué-Maritime en Gabón. En octubre de 2013 presentaba una población censada de 140 747 habitantes.
Se encuentra ubicado al oeste del país, junto a la desembocadura del río Ogooué en el océano Atlántico, al sur de la capital nacional, Libreville.